# Juliane Werding
Juliane Werding (Essen, 19 juli 1956) is een Duitse zangeres. In Nederland is ze voornamelijk bekend van haar hit Geh nicht in die Stadt (heut' Nacht) die op donderdag 22 maart 1984 TROS Paradeplaat was op Hilversum 3 en een radiohit werd. De plaat bereikte een veertiende positie in de Nederlandse Top 40, TROS Top 50 en de Nationale Hitparade. In de Europese hitlijst op Hilversum 3, de TROS Europarade, werd géén notering behaald.
In België bereikte de plaat de 12e positie in de Vlaamse Ultratop 50 en de 14e positie in de Vlaamse Radio 2 Top 30.

## Carrière
In 1971 trad Werding voor de eerste keer op in het SWF-showprogramma 'Talentschuppen' met het door Udo Jürgens geschreven liedje Mein erster Weg. Naar aanleiding hiervan kreeg ze haar eerste platencontract aangeboden.
Haar eerste single werd meteen haar grootste succes, Am Tag, als Conny Kramer starb (een coverversie van 'The Night They Drove Old Dixie Down' van The Band uit 1969, in Nederland bekend geworden in 1971 door de versie van Joan Baez) bereikte op 20 mei 1972 de eerste plaats in de Musikmarkt Top 50, voor één week en stond veertien weken in de top tien, hetgeen ze later niet wist te herhalen.
In 1975 bereikte ze nog eenmaal de top tien in Duitsland met Wenn du denkst du denkst dann denkst du nur du denkst (de vierde plaats) en alleen met Nacht voll Schatten, de coverversie van Mike Oldfields Moonlight Shadow en Stimmen im Wind (nummer 27 in Nederland) wist ze nog de top twintig te halen.
In Nederland bereikte ze drie maal de lijsten van de Top 40; in 1984 met Geh nicht in die Stadt (heut Nacht) (#14), in 1986 met Stimmen im Wind (#27) en in 1995 met Engel wie du (samen met Viktor Lazlo en Maggie Reilly, #34).
Wel bracht ze verscheidene succesvolle albums op de markt.

## Discografie

### Albums
| #  | Jaar | Titel                                                 | Overig        |
| -- | ---- | ----------------------------------------------------- | ------------- |
| 1  | 1972 | In tiefer Trauer                                      |               |
| 2  | 1973 | Mein Name ist Juliane                                 |               |
| 3  | 1975 | Wenn du denkst du denkst dann denkst du nur du denkst |               |
| 4  | 1976 | Komm und hilf mir durch die Einsamkeit der Nacht      |               |
| 5  | 1977 | Oh Mann, oh Mann                                      |               |
| 6  | 1978 | Ein Schritt weiter                                    |               |
| 7  | 1980 | Traumland                                             |               |
| 8  | 1984 | Ohne Angst                                            |               |
| 9  | 1986 | Sehnsucht ist unheilbar                               |               |
| 10 | 1987 | Jenseits der Nacht                                    |               |
| 11 | 1988 | Tarot                                                 |               |
| -  | 1989 | Stationen 1983–1989                                   | verzamelalbum |
| 12 | 1990 | Zeit für Engel                                        |               |
| 13 | 1991 | Zeit nach Avalon zu gehn                              |               |
| 14 | 1992 | Sie weiß, was sie will                                |               |
| 15 | 1993 | Von anfang an                                         |               |
| 16 | 1994 | Du schaffst es!                                       |               |
| 17 | 1995 | Alles Okay?                                           |               |
| 18 | 1997 | Land der langsamen Zeit                               |               |
| 19 | 1998 | Sie                                                   |               |
| -  | 1999 | Der Weg 1972–1999                                     | verzamelalbum |
| -  | 2000 | In Concert                                            | DVD           |
| 20 | 2001 | Es gibt kein Zurück                                   |               |
| 21 | 2004 | Die Welt danach                                       |               |
| 22 | 2006 | Sehnsucher                                            |               |
| -  | 2007 | Werding: Live                                         | verzamelalbum |
| 23 | 2008 | Ruhe vor dem Sturm                                    |               |
| -  | 2009 | Sterne - Das Beste 2004-2009                          | verzamelalbum |

### Singles
| Jaar | Titel                                                                               | Hoogste positie in Duitsland | Hoogste positie overig                            |
| ---- | ----------------------------------------------------------------------------------- | ---------------------------- | ------------------------------------------------- |
| 1972 | Am Tag als Conny Kramer starb cover: The Band - The Night They Drove Old Dixie Down | 1                            | CH 2                                              |
| 1973 | Kinder des Regenbogens                                                              | 42                           |                                                   |
| 1973 | Wildes Wasser cover: Moody Blues - Nights In White Satin                            | 40                           |                                                   |
| 1975 | Wenn du denkst du denkst dann denkst du nur du denkst                               | 4                            | CH 3                                              |
| 1976 | Man muss das Leben eben nehmen wie das Leben eben ist                               | 28                           |                                                   |
| 1976 | Komm und hilf mir durch die Einsamkeit der Nacht                                    | 35                           |                                                   |
| 1983 | Nacht voll Schatten cover: Mike Oldfield & Maggie Reilly - Moonlight Shadow         | 13                           |                                                   |
| 1984 | Geh nicht in die Stadt (heut Nacht)                                                 | 42                           | NL 14 / TROS Paradeplaat Hilversum 3              |
| 1984 | Sonne auf der Haut cover: Nik Kerhaw - Wouldn't it be good                          | 64                           |                                                   |
| 1985 | Drei Jahre lang                                                                     | 27                           |                                                   |
| 1986 | Stimmen im Wind                                                                     | 18                           | NL 27 Nederlandse Top 40 / 25 Nationale Hitparade |
| 1986 | Sehnsucht ist unheilbar                                                             | 27                           |                                                   |
| 1986 | Das Würfelspiel                                                                     | 29                           |                                                   |
| 1987 | Vielleicht irgendwann                                                               | 31                           |                                                   |
| 1988 | Starke Gefühle                                                                      | 34                           |                                                   |
| 1989 | Wie weit ist Eden?                                                                  | 56                           |                                                   |
| 1990 | Der Himmel schweigt                                                                 | 52                           |                                                   |
| 1991 | Avalon                                                                              | 63                           |                                                   |
| 1992 | Rote Schuh'                                                                         | 79                           |                                                   |
| 1992 | Sie weiß was sie will                                                               | 54                           |                                                   |
| 1993 | Geister über Afrika                                                                 | 58                           |                                                   |
| 1994 | Du schaffst es cover: Roy Orbison - You Got It                                      | 74                           |                                                   |
| 1995 | Engel wie Du (+ Viktor Lazlo, Maggie Reilly)                                        | -                            | NL 34 Nederlandse Top 40 / 25 Mega Top 50         |
| 1995 | Alles okay?                                                                         | 87                           |                                                   |

### Nederlandse Top 40
| Single met eventuele hitnotering(en) in de Nederlandse Top 40 | Datum van verschijnen | Datum van binnenkomst | Hoogste positie | Aantal weken | Opmerkingen                       |
| ------------------------------------------------------------- | --------------------- | --------------------- | --------------- | ------------ | --------------------------------- |
| Geh Nicht in die Stadt (Heut Nacht)                           |                       | 21-04-1984            | 14              | 7            |                                   |
| Stimmen im Wind                                               |                       | 27-09-1986            | 27              | 5            |                                   |
| Engel Wie Du                                                  |                       | 25-02-1995            | 34              | 3            | met Viktor Lazlo en Maggie Reilly |

### NPO Radio 2 Top 2000
| Nummers met noteringen in de NPO Radio 2 Top 2000 | '99  | '00 | '01  | '02  | '03 | '04  | '05  | '06  |
| ------------------------------------------------- | ---- | --- | ---- | ---- | --- | ---- | ---- | ---- |
| Geh nicht in die Stadt                            | 1561 | -   | 1611 | -    | -   | -    | -    | -    |
| Stimmen im Wind                                   | 1456 | -   | 1109 | 1825 | -   | 1931 | 1822 | 1883 |

1. ↑  Een '-' betekent dat het nummer niet was genoteerd en een vetgedrukt getal geeft de hoogste notering van een nummer aan.
2. ↑  Deze tabel is bijgewerkt tot en met de laatste editie (2024).

- Gemeinsame Normdatei: 12324367X
- International Standard Name Identifier: 0000 0000 5538 4882
- Library of Congress Control Number: no98005297
- MusicBrainz: dac9ecce-3e52-4040-8bda-c3b294d65c24
- Nationale Bibliotheek van Tsjechië: mzk2015871219
- Nederlandse Thesaurus van Auteursnamen: 072622865
- Virtual International Authority File: 42740991
- WorldCat: E39PBJkp4d9gQKchpw9BR8kMT3